# Притула, Дмитрий Натанович
Дмитрий Натанович Притула (род. 15 июля 1939, Харьков — 8 ноября 2012, Санкт-Петербург) — русский советский писатель-прозаик, член Союза писателей СССР.

## Биография
Дмитрий Натанович Притула родился в Харькове 15 июля 1939 года.
Его родители — Натан Львович Фельдман и Мария Даниловна Притула были выпускниками Харьковского Финансово-экономического института.
До окончания школы Дмитрий Натанович жил в Алма-Ате. С детства он мечтал стать писателем, однако отец считал, что необходимо сначала получить какую-нибудь специальность.
В 1956 году, окончив школу с медалью, Дмитрий поехал в Ленинград и поступил в 1-й Медицинский институт. Во время учебы в институте подрабатывал кочегаром, а в свободное время писал короткие рассказы.
По окончании института Д. Н. Притула проходил службу в Псковской десантной дивизии.
В 1965 году Дмитрий Натанович получил комнату в городе Ломоносове, где и прожил до конца своих дней.
Вплоть до последних лет жизни работал врачом в районной больнице, почти десятилетие на скорой помощи.
В городе Ломоносове, Дмитрий Натанович сформировался как прозаик, постоянное общение с обитателями этого городка давало материал для его рассказов.
Очень важна и значима для Д. Притулы была дружба с редактором журнала «Нева» и литератором Самуилом Ароновичем Лурье.
8 ноября 2012 года Дмитрий Натанович Притула скоропостижно скончался от разрыва аорты. Похоронен в Ломоносове на Иликовском кладбище.

## Семья
В 1970 году женился на Галине Анатольевне Сторожковой, в 1972 году родился сын Антон.

## Произведения
Десятки рассказов Дмитрия Притулы были напечатаны в журналах Нева, Звезда, Октябрь, Север, Дальний Восток.
Несколько лет Дмитрий Притула вел полосу кратких историй в газете Санкт-Петербургские ведомости.
При жизни писателя вышли в свет следующие книги:
- 1976 «След облака»
- 1980 «Поворот ключа»
- 1982 «Стрела времени»
- 1986 «Воспоминания о Рыжове»
- 1989 «Ноль три»
- 2004 «Факел»

В 2015 году при поддержке журнала «Звезда», под редакцией Я. А. Гордина вышла книга Дмитрия Притулы «Человек из очереди», в которую вошли неопубликованные ранее произведения, например «Декабрь-76», «Радикулит».
Произведения Д. Н. Притулы в электронном виде представлены в литературном интернет-проекте «Журнальный зал», в электронной библиотеке «ЛитВек»

### Экранизация
По сценарию Дмитрия Натановича Притулы (в соавторстве с Э. Дубровским) в 1984 году снят художественный фильм «Жил-был доктор...».

### Аудиокниги
- 2009 году по роману «Ноль три» выпущена аудиокнига в исполнении Николая Козия.
- 2013 год по рассказам «Доктор Кузин. Старшая сестра» выпущена аудиокнига в исполнении Юрия Заборовского

### Критика. Отзывы
Мастер короткого рассказа, один из самых ярких прозаиков нашего времени — так характеризует Дмитрия Притулу Елена Всеволодовна Невзглядова.

Короткий рассказ — самый трудный жанр, требующий от писателя высокого искусства. Подобно тому, как в капле воды содержатся все химические свойства этой субстанции, рассказы Притулы вмещают знание скрытых законов жизни, тайных причуд судьбы, хитросплетений человеческих связей.
Стиль его повествования — сказ. В эту свою манеру Притула вложил горячность и человечность души.
В маленьком пригороде Фонарево, которое напоминает маркесовское Макондо из «Ста лет одиночества», разворачивается драма жизни с надеждой и разочарованием, трудом, радостями и болезнями. Отчасти это быт советской и постсоветской провинции, точный по хорошо узнаваемым деталям, отчасти — Бытие с большой буквы. Люди ведь одинаково плачут и смеются, болеют и умирают, любят, ненавидят и радуются жизни — в Фонарево так же, как в Дании или Италии.
— Елена Невзглядова

Читать это тяжело. Трудно. Потому что обжигает. Потому что сочувствие автора маленькому человеку, столь презираемое нынешними постмодернистами, очевидно. Потому что несправедливость устройства мироздания буквально рвется из каждого сюжета. Но что поделаешь, такова правда нашей, а может, и не только нашей жизни. — Елена Елагина

## Литературные премии
- 2003 год — премия журнала Новый мир имени Юрия Казакова за рассказ «Счастливый день»